# Northside (musikgrupp)
Northside är en brittisk musikgrupp bildad i Manchester 1989. Det är ett av många band som räknas in i Madchester-vågen, som ägde rum i England under slutet av 1980-talet och början av 1990-talet. 
Northside bestod ursprunglig av Warren Dermody, Timothy Walsh, Cliff Ogier och Paul Walsh. De gav ut sitt första album Chicken Rhythms 1991 på Factory Records, det tongivande skivbolaget i Madchester-rörelsen. Bandet bannades från brittisk radio tack vare det provocerande introt "L... S... D..." i den drogromantiserande låten "Shall We Take a Trip?"
Northside fick dock två stora hitlåtar senare, "Take 5" och "My Rising Star" som spelades flitigt i radio under 1990-talets början och gav Madchester-vågen ett tillfälligt lyft.

## Diskografi
Album
- Chicken Rhythms (1991)

Singlar
- "Shall We Take A Trip" / "Moody Places" (1990)
- "My Rising Star" / "Instrumental" (1990)
- "Take 5" / "Who's To Blame" (1991)
- "Tour De World" (Promo) (1991)